# Teofila Radziwiłł
Teofila z Radziwiłłów primo voto Brzostowska secundo voto Fersenowa (ur. 25 maja 1745) – mistrzyni loży wolnomularskiej Doskonała Wierność w 1781 roku.
Była córką Leona Michała Radziwiiła i Anny Luizy Mycielskiej. W 1761 wyszła za mąż za wojewodę inflanckiego Stanisława Brzostowskiego, później za rosyjskiego generała Hermanna Gustawa Fersena (dalszego kuzyna Iwana Fersena).